# Chiesa matrice di San Nicola (Lizzano)
La chiesa matrice San Nicola si trova a Lizzano ed è d'antica origine: infatti era già esistente agli inizi del XIV secolo. Fu rifatta e ampliata nel XVI secolo. Negli anni cinquanta del XX secolo, in seguito al crollo del tetto, è stata completamente rifatta, stravolgendo l'originale aspetto artistico pur mantenendo intatti alcuni altari. È la  chiesa madre del paese ed è situata nel centro storico.

## Architettura

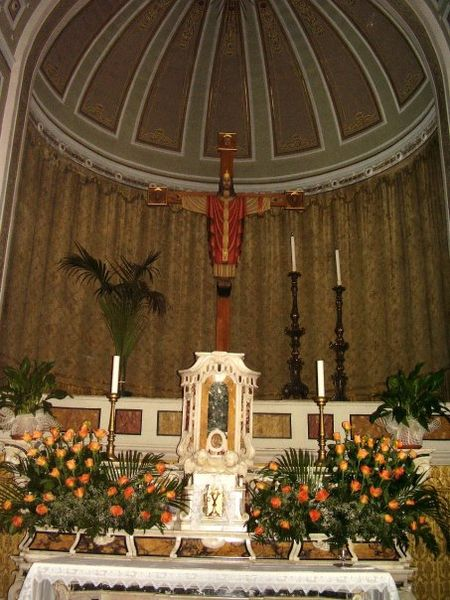
Scorcio dell'altare maggiore.

Vi sono altari e cappelle e quella dedicata a san Gaetano (patrono del paese) conserva le reliquie del santo. La chiesa si sviluppa su tre navate quella centrale più alta con soffitto a cassettone, le due laterali, più basse. con copertura a volta. Le colonne che sostenevano l'antico tetto della navata centrale sono state demolite per consentire a più fedeli l'accesso e di osservare l'altare maggiore senza alcun impedimento. Dell'antica balaustra che un tempo recingeva il presbiterio, ancora oggi si può ammirare lo stemma di forma ovale della famiglia marchesale Chyurlia i lacerti di marmi colorati, che, sapientemente composti, abbelliscono le nicchie dorate delle cappelle laterali che si fronteggiano, quella a destra dedicata a  San Giuseppe, sul lato sinistro, quella di san Gaetano.
Tra le numerose cappelle si ricordano quella del Crocifisso con la statua della Madonna, quella della Madonna di Pompei, rappresentata in un quadro contornato da 15 quadretti con i Misteri del Rosario, la cappella con la rappresentazione di san Nicola dipinta sul muro; quella del Sacro Cuore di Gesù, con l'omonima statua in una nicchia dorata; dei santi Cosimo e Damiano, rappresentati in un quadro a pittura, posto in una nicchia rettangolare; segue quella ove attualmente v'è il Battistero di marmo con sopra una statuetta di san Giovanni che battezza un fedele. Delle primitive cinque finestre per ciascun lato della navata centrale, rimangono le sei centrali con artistici vetri, le quattro esterne, modificate, ospitano i dipinti degli evangelisti. Nell'interno della chiesa, oltre alla missione degli apostoli, al san Nicola, agli evangelisti, si possono ammirare affrescate figure angeliche lungo la navata centrale e nell'abside, opera dell'artista Francesco Carrino di Taranto, eseguite nel 1961.